# S/2003 J 24
S/2003 J 24 (designado temporalmente como EJc0061) es un satélite natural de Júpiter. Fue descubierto por un equipo de astrónomos de la Universidad de Hawái dirigidos por Scott S. Sheppard. Posteriormente fue encontrado de forma independiente por el astrónomo aficionado Kai Ly, quien lo informó el 30 de junio de 2021. Se anunció formalmente el 15 de noviembre de 2021 en el Centro de Planetas Menores.
Kai Ly había recuperado previamente cuatro satélites "perdidos" de Júpiter en 2020: S/2003 J 23, S/2003 J 12, S/2003 J 4 y S/2003 J 2.
S/2003 J 24 orbita a Júpiter a una distancia cercana a los 23 088 000 kilómetros (0,2 UA) en 715.4 días, con una inclinación de 162° sobre la eclíptica, en una dirección retrógrada y una excentricidad de 0.25.
Pertenece al grupo de Carmé, formado por satélites retrógrados irregulares que orbitan alrededor de Júpiter a una distancia que oscila entre 23 y 24 millones de kilómetros y con una inclinación cercana a los 165°.